# 上陽町
上陽町（じょうようまち）は、福岡県の中南部に位置し八女郡に属していた町。2006年10月1日に隣接する八女市に編入合併された。

## 地理

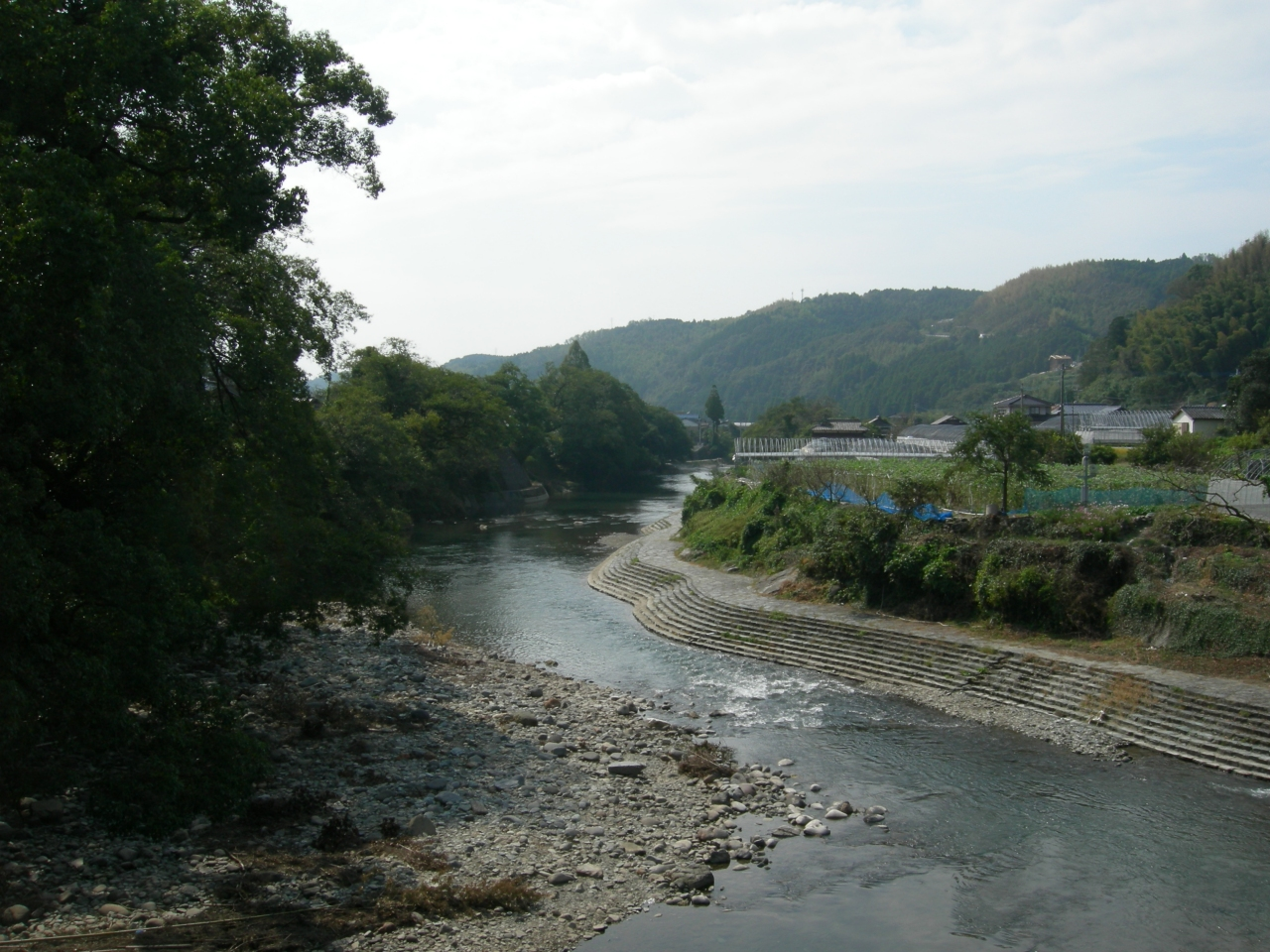
星野川

福岡県の中南部にある筑後地方の町の一つで、福岡市から南南東へ約60km、久留米市から南東へ約25kmの場所に位置する。中心部である町の西南部のわずかな地域を除き、町域のほとんどが耳納山地に含まれる山地である。

### 隣接していた市町村
- 久留米市
- 八女市
- 八女郡広川町・黒木町・星野村

## 歴史

### 近現代
- 1889年4月1日 - 町村制施行により、現在の町域にあたる以下の村が発足。
  - 上妻郡北川内村・横山村
- 1896年2月26日 - 郡制施行により、上記2村が八女郡に属する。
- 1953年10月1日 - 北川内村が町制施行。北川内町となる。
- 1958年3月31日 - 北川内町と横山村が対等合併し、上陽町が発足。
- 2006年10月1日 - 八女市に編入し消滅。

## 産業
- 農業を中心とする。
- 八女茶の生産地の一つ。
- かつて町内を通っていた国鉄矢部線（1985年廃止）のトンネルを地酒の貯蔵庫として再利用し、古酒「須々許里」（すすこり）の生産が行われている。

## 地域

### 教育
町立
- 上陽中学校
- 横山中学校（2000年3月閉校）
- 北川内小学校
- 久木原小学校（1998年3月閉校）
- 横山小学校（2006年3月閉校）
- 東山小学校（2002年3月閉校）
- 下横山小学校（2002年3月閉校）
- 尾久保小学校（2002年3月閉校）

## 交通
町内に空港および鉄道路線はない。
- 最寄り空港は福岡空港もしくは有明佐賀空港。
- 最寄り鉄道駅は羽犬塚駅。

### バス路線
- 堀川バス
  - 筑後市（羽犬塚駅） - 八女市 - 上陽町（北川内） - 星野村
  - 八女市 - 上陽町（北川内 - 横山）

### 道路
高速道路・一般国道はなし。
- 最寄りインターチェンジ：九州自動車道 八女インターチェンジ

#### 県道
主要地方道
- 福岡県道52号八女香春線
- 福岡県道70号田主丸黒木線
- 福岡県道84号三潴上陽線

一般県道
- 福岡県道798号北川内草野線
- 福岡県道804号上横山星野線

## 名所・旧跡・観光スポット・祭事・催事
- ほたると石橋の館
- ふるさとわらべ館
- ホタルの里水車公園（平成24年九州北部豪雨により被災）
- 北川内公園
- 春の山公園
- 祇園祭（7月15日開催）
- 八女上陽まつり（11月第2週開催）